# Sanfrè
Sanfrè là một đô thị tại tỉnh Cuneo trong vùng Piedmont của Italia, vị trí cách khoảng 35 km về phía nam của Torino và khoảng 45 km về phía đông bắc của Cuneo. Tại thời điểm ngày 31 tháng 12 năm 2004, đô thị này có dân số 2.602 người và diện tích là 15.4 km².
Đô thị Sanfrè có các frazioni (đơn vị cấp dưới, chủ yếu là các làng) Martini and Motta.
Sanfrè giáp các đô thị: Bra, Cavallermaggiore, Pocapaglia, Sommariva del Bosco và Sommariva Perno.